# Dorogobouj
Dorogobouj (en russe : Дорогобуж) est une ville historique de l'oblast de Smolensk, en Russie, et le centre administratif du raïon Dorogoboujski. Sa population s'élevait à 10 242 habitants en 2014.

## Géographie
Dorogobouj est arrosée par le Dniepr et se trouve à 82 km à l'est de Smolensk et à 289 km à l'ouest-sud-ouest de Moscou.

## Histoire

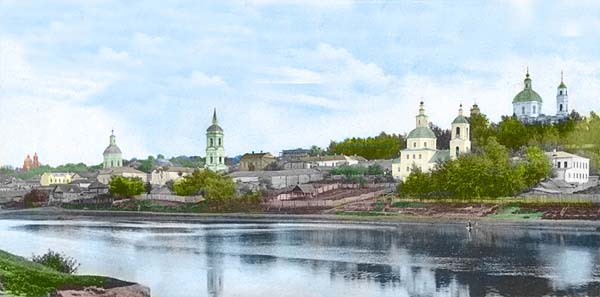
Dorogobouj au début du XXe siècle.

La naissance de la ville est antérieure à l'invasion mongole de la Russie. C'était alors une forteresse chargée de défendre les approches orientales de Smolensk. En 1508, Vassili III y envoya des maîtres italiens (peut-être parmi eux : Bon Friazine) construire un fortin en bois. La ville fut ravagée pendant l'époque troublée de l'Interrègne et sa population fut réduite à 10 hommes en 1614. Par la suite, la ville survécut à d'autres invasions étrangères et à de nombreux incendies.
Les principaux points d'intérêt historique se trouvent à l'extérieur de la ville proprement dite. Au XVIIIe siècle le domaine d'Aleksino, par exemple, était réputé pour son élevage de trotteurs d'Orlov. Le monastère de la Sainte-Trinité-de-Boldine, qui date du XVe siècle, fut rénové par la famille Godounov à la fin du XVIe siècle. Cet ensemble monastique remarquable fut dynamité par l'armée allemande lors de sa retraite, en 1943. Il a été en partie reconstruit dans les années 1990.

### Princes de Dorogobouj
- 1099-1113 : Davyd de Volhynie, fils du prince Igor de Volhynie

## Population
Recensements (*) ou estimations de la population
| 1897* | 1926* | 1931  | 1959* | 1970* | 1979* |
| ----- | ----- | ----- | ----- | ----- | ----- |
| 6 486 | 7 366 | 7 600 | 5 823 | 6 663 | 7 488 |

| 1989*  | 2002*  | 2010*  | 2012   | 2013   | 2014   |
| ------ | ------ | ------ | ------ | ------ | ------ |
| 12 254 | 12 250 | 11 720 | 10 527 | 10 393 | 10 242 |